# Bouvaincourt-sur-Bresle

Bouvaincourt-sur-Bresle este o comună în departamentul Somme, Franța. În 1 ianuarie 2022 avea o populație de 800 de locuitori.